# Весна убийств
«Весна убийств» (англ. A Killing Spring) — канадский детективный триллер из серии фильмов о Джоанне Килборн — в прошлом полицейском, а потом преподавателе журналистики. Не рекомендуется детям до 16 лет. Экранизация романа Гейла Бовена.

## Сюжет
В Ланхольмском колледже поселились обман и насилие. Джоанна Килборн преподает в колледже журналистику. Декан факультета журналистики Рид Галлахер её друг, но ужасный развратник, не пропускающий мимо себя ни одной юбки. У него открытые отношения со студенткой, которая хочет победить в журналистском конкурсе и с женой одного из преподавателей. Жена Рида тоже знает о делах своего мужа.
И вот одна из ночей заканчивается убийством Рида. Джоанна Килборн начинает своё неофициальное расследование.

## Актерский состав
| В ролях         |  | Персонаж        |
| --------------- |  | --------------- |
| Венди Крюсон    |  | Джоанна Килборн |
| Шоун Дойл       |  | Алекс Эмануэль  |
| Ким Шранер      |  | Келли           |
| Майкл Онткин    |  | Том Китон       |
| Зачери Брайан   |  | Вэл Масси       |
| Шерри Миллер    |  | Лиза Галлахер   |
| Джон Фьюри      |  | Рид Галлахер    |
| Брюс Грей       |  | Эд Крамер       |
| Крис Холден-Рид |  | Карл Хринлук    |